# Maria di Hannover (Langravia d'Assia-Kassel)
Maria di Hannover (Londra, 5 marzo 1723 – Hanau, 14 gennaio 1772) fu una principessa di Gran Bretagna, figlia di re Giorgio II e landgravina di Assia-Kassel come consorte di Federico II d'Assia-Kassel (1720-1785).

## Biografia
Nata a Leicester House, Maria fu la penultima dei figli di Giorgio II di Gran Bretagna  e di Carolina di Brandeburgo-Ansbach, al momento della sua nascita Principi del Galles.

### Matrimonio
Il 28 giugno 1740 Maria sposò Federico II d'Assia-Kassel, figlio del landgravio Guglielmo VIII d'Assia-Kassel e della principessa Dorotea Guglielmina di Sassonia-Zeitz.
Fu un matrimonio infelice, tanto che Maria ritornò in Inghilterra nel 1746.
Nel 1749 il marito si convertì al cattolicesimo, ma i figli vennero ugualmente educati come protestanti.
Nel 1754 la coppia si separò. Nel 1756 Maria si recò in Danimarca per prendersi cura dei figli della sorella Luisa morta prematuramente. I figli la seguirono e crebbero in questo paese.
Nel 1760 Federico succedette al padre come Langravio. Malgrado il fatto che il suo sovrano si fosse convertito al cattolicesimo, l'Assia-Kassel rimase uno stato calvinista. La moglie divenne automaticamente Landgravia.

### Morte
Maria passò la maggior parte degli ultimi anni della sua vita nel castello di Rumpenheim. Morì nel 1772 ad Hanau e fu sepolta nella chiesa di Santa Maria di questa città.

## Discendenza
Maria e Federico ebbero quattro figli:
- Guglielmo (1741-1742)
- Guglielmo (3 giugno 1743-27 febbraio 1821)
- Carlo (19 dicembre 1744-17 agosto 1836)
- Federico (11 settembre 1747-20 maggio 1837).

## Ascendenza
|                                          |                                   |                                           | Genitori                                |  |  | Nonni |  |  | Bisnonni                              |  |  | Trisnonni                     |  |
|                                          |                                   |                                           |                                         |  |  |       |  |  | Ernesto Augusto di Brunswick-Lüneburg |  |  | Giorgio di Brunswick-Lüneburg |  |
|                                          |                                   |                                           |                                         |  |  |       |  |  | Ernesto Augusto di Brunswick-Lüneburg |  |  | Giorgio di Brunswick-Lüneburg |  |
|                                          |                                   | Anna Eleonora di Assia-Darmstadt          |                                         |  |  |       |  |  | Ernesto Augusto di Brunswick-Lüneburg |  |  |                               |  |
| Giorgio I d'Inghilterra                  |                                   |                                           |                                         |  |  |       |  |  | Ernesto Augusto di Brunswick-Lüneburg |  |  |                               |  |
|                                          |                                   | Sofia del Palatinato                      | Federico V del Palatinato               |  |  |       |  |  |                                       |  |  |                               |  |
|                                          |                                   | Sofia del Palatinato                      | Federico V del Palatinato               |  |  |       |  |  |                                       |  |  |                               |  |
|                                          |                                   | Sofia del Palatinato                      | Elisabetta Stuart                       |  |  |       |  |  |                                       |  |  |                               |  |
| Giorgio II del Regno Unito               |                                   | Sofia del Palatinato                      |                                         |  |  |       |  |  |                                       |  |  |                               |  |
|                                          |                                   | Giorgio Guglielmo di Brunswick-Lüneburg   | Giorgio di Brunswick-Lüneburg           |  |  |       |  |  |                                       |  |  |                               |  |
|                                          |                                   | Giorgio Guglielmo di Brunswick-Lüneburg   | Giorgio di Brunswick-Lüneburg           |  |  |       |  |  |                                       |  |  |                               |  |
|                                          |                                   | Giorgio Guglielmo di Brunswick-Lüneburg   | Anna Eleonora di Assia-Darmstadt        |  |  |       |  |  |                                       |  |  |                               |  |
| Sofia Dorotea di Celle                   |                                   | Giorgio Guglielmo di Brunswick-Lüneburg   |                                         |  |  |       |  |  |                                       |  |  |                               |  |
|                                          |                                   | Éléonore d'Esmier d'Olbreuse              | Alexandre II d'Esmier d'Olbreuse        |  |  |       |  |  |                                       |  |  |                               |  |
|                                          |                                   | Éléonore d'Esmier d'Olbreuse              | Alexandre II d'Esmier d'Olbreuse        |  |  |       |  |  |                                       |  |  |                               |  |
|                                          |                                   | Éléonore d'Esmier d'Olbreuse              | Jacquette Poussard de Vandré            |  |  |       |  |  |                                       |  |  |                               |  |
| Maria di Hannover                        |                                   | Éléonore d'Esmier d'Olbreuse              |                                         |  |  |       |  |  |                                       |  |  |                               |  |
|                                          | Alberto II di Brandeburgo-Ansbach | Gioacchino Ernesto di Brandeburgo-Ansbach |                                         |  |  |       |  |  |                                       |  |  |                               |  |
|                                          | Alberto II di Brandeburgo-Ansbach | Gioacchino Ernesto di Brandeburgo-Ansbach |                                         |  |  |       |  |  |                                       |  |  |                               |  |
|                                          | Alberto II di Brandeburgo-Ansbach | Sofia di Solms-Laubach                    |                                         |  |  |       |  |  |                                       |  |  |                               |  |
| Giovanni Federico di Brandeburgo-Ansbach | Alberto II di Brandeburgo-Ansbach |                                           |                                         |  |  |       |  |  |                                       |  |  |                               |  |
|                                          |                                   | Sofia Margherita di Öttingen-Öttingen     | Gioacchino Ernesto di Öttingen-Öttingen |  |  |       |  |  |                                       |  |  |                               |  |
|                                          |                                   | Sofia Margherita di Öttingen-Öttingen     | Gioacchino Ernesto di Öttingen-Öttingen |  |  |       |  |  |                                       |  |  |                               |  |
|                                          |                                   | Sofia Margherita di Öttingen-Öttingen     | Anna Sibilla di Solms-Sonnenwalde       |  |  |       |  |  |                                       |  |  |                               |  |
| Carolina di Brandeburgo-Ansbach          |                                   | Sofia Margherita di Öttingen-Öttingen     |                                         |  |  |       |  |  |                                       |  |  |                               |  |
|                                          |                                   | Giovanni Giorgio I di Sassonia-Eisenach   | Guglielmo di Sassonia-Weimar            |  |  |       |  |  |                                       |  |  |                               |  |
|                                          |                                   | Giovanni Giorgio I di Sassonia-Eisenach   | Guglielmo di Sassonia-Weimar            |  |  |       |  |  |                                       |  |  |                               |  |
|                                          |                                   | Giovanni Giorgio I di Sassonia-Eisenach   | Eleonora Dorotea di Anhalt-Dessau       |  |  |       |  |  |                                       |  |  |                               |  |
| Eleonora Erdmuthe di Sassonia-Eisenach   |                                   | Giovanni Giorgio I di Sassonia-Eisenach   |                                         |  |  |       |  |  |                                       |  |  |                               |  |
|                                          |                                   | Giovannetta di Sayn-Wittgenstein          | Ernesto di Sayn-Wittgenstein            |  |  |       |  |  |                                       |  |  |                               |  |
|                                          |                                   | Giovannetta di Sayn-Wittgenstein          | Ernesto di Sayn-Wittgenstein            |  |  |       |  |  |                                       |  |  |                               |  |
|                                          |                                   | Giovannetta di Sayn-Wittgenstein          | Luisa Giuliana di Erbach-Erbach         |  |  |       |  |  |                                       |  |  |                               |  |
|                                          |                                   | Giovannetta di Sayn-Wittgenstein          |                                         |  |  |       |  |  |                                       |  |  |                               |  |